# Шканата, Борис
Борис Шканата (хорв. Boris Škanata, 18 мая 1927, Тиват — 20 октября 1962, Рума, Воеводина) — югославский пловец. Участник летних Олимпийских игр 1948 и 1952 годов, бронзовый призёр чемпионата Европы 1950 года.

## Биография
Родился 18 мая 1927 года в югославском городе Тиват (сейчас в Черногории).
В 1948 году вошёл в состав сборной Югославии на летних Олимпийских играх в Лондоне. Был заявлен в эстафете 4х200 метров вольным стилем, но не выходил на старт.
В 1950 году завоевал бронзовую медаль на чемпионате Европы по водным видам спорта в Вене на дистанции 100 метров на спине, показав результат 1 минута 10,8 секунды и уступив 1,4 секунды выигравшему золото Йорану Ларссону из Швеции.
В 1952 году вошёл в состав сборной Югославии на летних Олимпийских играх в Хельсинки. Выступал на дистанции 100 метров на спине. В четвертьфинале занял 2-е место (1.07,5), в полуфинале также стал вторым (1.07,8), в финале показал 7-й результат — 1.08,1, уступив 2,7 секунды завоевавшему золото Йоши Оякаве из США.
Погиб 20 октября 1962 года в автокатастрофе в югославском городе Рума (сейчас в Сербии) на 25-м километре трассы Белград — Загреб. Вместе со Шканатой погибли три футболиста: Чедомир Лазаревич и Бруно Белин из «Партизана» и Владимир Йосипович из белградского «Раднички».